# Caulopsis sponsa
Caulopsis sponsa är en insektsart som först beskrevs av Stoll, C. 1813.  Caulopsis sponsa ingår i släktet Caulopsis och familjen vårtbitare. Inga underarter finns listade i Catalogue of Life.